# Cerithiella enodis
Cerithiella enodis is een slakkensoort uit de familie van de Newtoniellidae. De wetenschappelijke naam van de soort is voor het eerst geldig gepubliceerd in 1880 door Watson als Cerithium enode.